# Милитари

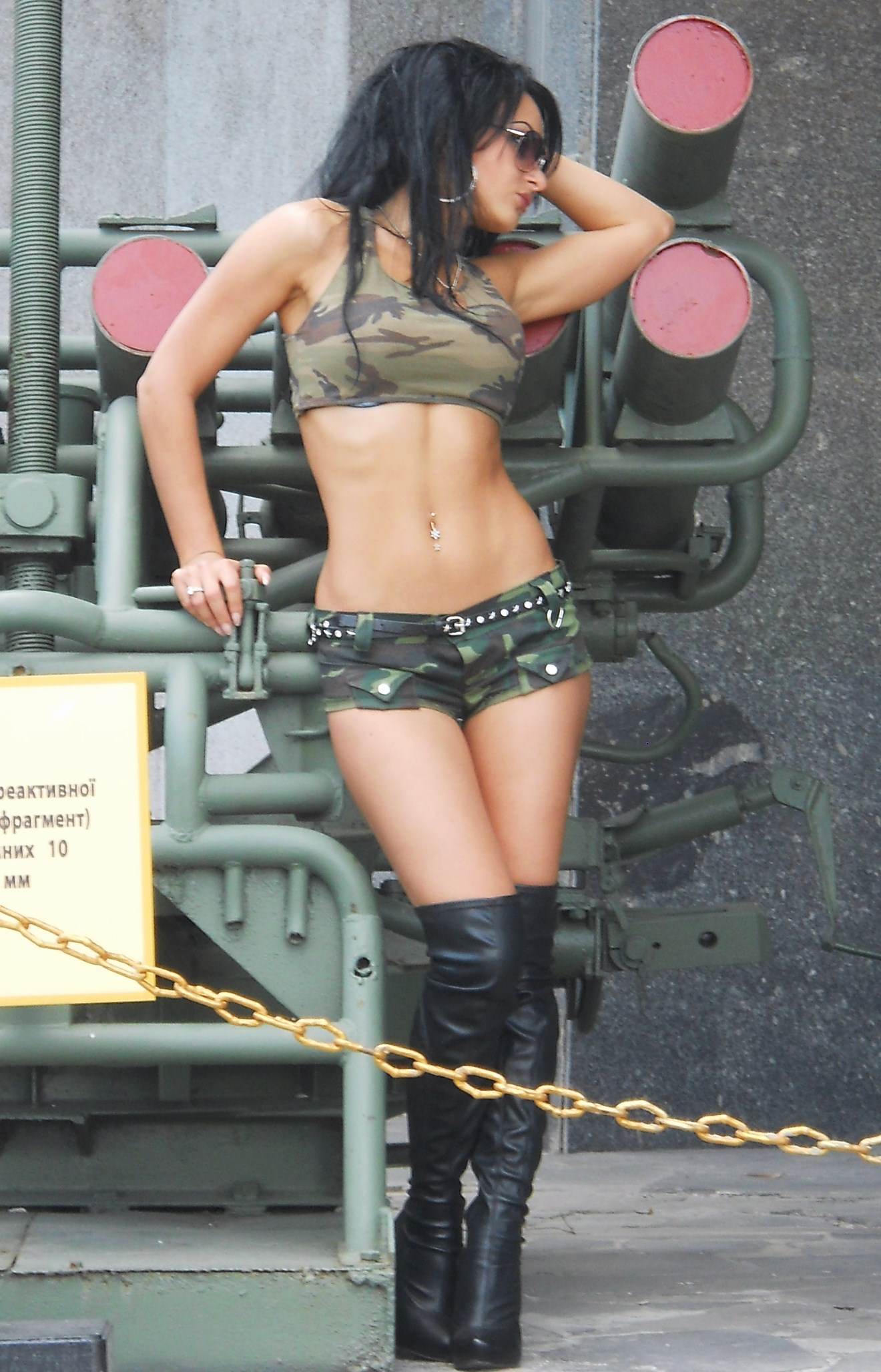
Девушка в одежде стиля милитари

«Ми́литари» (от англ. military — «военный») — стилевое направление в одежде, характеризующееся использованием элементов военного снаряжения.

## История
Различные исследователи моды называют разные даты в качестве истока стиля милитари. Одни полагают, что историю стиля следует относить к годам после Первой мировой войны, когда в большинстве стран Европы резко понизился уровень жизни и многие люди были вынуждены использовать элементы военной униформы в повседневной жизни или шить одежду из тканей цвета хаки, предназначенной для пошивки такой униформы, и по военным же лекалам.
Другие исследователи полагают, что истоком стиля служат 1965—1966 годы, когда в качестве элементов одежды стали использоваться другие элементы военной униформы. В те же годы одежда в стиле милитари впервые была представлена на модных показах.
По третьей версии, родиной стиля следует считать Италию 1970-х годов, когда в стране был разгул терроризма и на улицах появилось множество патрулировавших их военнослужащих, униформа которых вдохновила кутюрье на создание новых моделей одежды.

## Описание
Одежда в стиле милитари характеризуется тканями песочного цвета или хаки и таких же цветов аксессуарами. Элементами этого стиля являются также комбинезоны или брюки из плащёвой ткани, брюки с манжетами или патами внизу штанин. В качестве элементов часто используются погончики, нагрудные пистончики, накладные карманы на кнопках и молнии, отделка сеточкой. В качестве головных уборов — пилотки и береты, из аксессуаров — сумки на длинном ремне через плечо и поясные ремни с металлической пряжкой.